# Alleanza dei Partiti del Dialogo
Alleanza dei Partiti del Dialogo è stata una breve coalizione politica di centro-sinistra ungherese e maggiore forza di opposizione al governo di Viktor Orban all'interno del parlamento ungherese formata da: Coalizione Democratica, dal Partito Socialista Ungherese e Dialogo per l'Ungheria. Viene istituito nella primavera del 2024, dopo il crollo della coalizione Uniti per l'Ungheria, a seguito della fuoriuscita di Jobbik da quest'ultima e successivamente alle dimissioni Péter Márki-Zay.

## Storia
Il 18 marzo 2024 Péter Márki-Zay dichiarò la fine della coalizione Uniti per l'Ungheria, esattamente 3 giorni prima Péter Magyar, che aveva lasciato da poco Fidesz dopo le dimissioni della moglie da membro dell'Assemblea nazionale un mese prima, annunciò la sua intenzione di fondare una nuova coalizione. Tre giorni dopo, la formazione politica non ancora formata fu valutata intorno al 15-20%, quindi gli allora leader Ferenc Gyurcsány, Bertalan Tóth, Gergely Karácsony con l'intenzione di formare una coalizione forte e duratura e soprattutto concorrere con Peter Magyar ad essere l'alternativa ad Orban, formarono il gruppo parlamentare Alleanza dei Partiti del Dialogo, ed elessero Klára Dobrev come leader della nuova coalizione. Il 4 aprile 2024 in conferenza stampa quest'ultima dichiarò che la coalizione avrebbe partecipato alle elezioni europee del 2024 e sarebbe rimasta almeno fino alle elezioni parlamentari del 2026.
Alle elezioni europee in Ungheria del 2024 la coalizione ha ricevuto l'8,04% dei voti, ottenendo 3 seggi al Parlamento europeo.
Il 19 ottobre, visto lo scarso consenso elettorale, la coalizione viene sciolta.

## Risultati Elettorali
| Elezione     | Voti    | %     | Seggi  |
| ------------ | ------- | ----- | ------ |
| Europee 2024 | 367.166 | 8,04% | 3 / 21 |

### Risultati Comunali
| Elezione               | Voti    | %      | Seggi   | Posizione   |
| ---------------------- | ------- | ------ | ------- | ----------- |
| Comunali Budapest 2024 | 371.538 | 47,54% | 15 / 33 | Maggioranza |